# 社會生物學
社會生物學是數個科學學科的結合，藉考量社會行為的演化優勢來試圖解釋所有物種的行為。它被視為是生物學和社會學的一個分支，但它也借鉴了包括動物行為學、演化學、動物學、考古學、族群遺傳學以至神經科學等学科的研究手段。在人類社會研究中，社會生物學與人類生態學與演化心理學緊密相關。
社會生物學透過對社會性昆蟲所進行的社會行為作調查，例如：擇偶的模式、地域的爭奪戰、群體獵食，以及對蟲群式社會本身的研究。正由於天擇能夠使動物演化出各種與天然環境作有用的互動方式，亦能使這些動物產生出對社會行為有利的遺傳性演化。對於社會生物學應用於非人類，這學科是沒有爭議的。
儘管“社會生物學”一詞至早出現於1940年代，1975年時，這個概念才獲得了廣泛認可。社會生物學的批評者主要是理查·路翁亭和史蒂芬·古爾德，他們在哈佛大學成立社會生物研究團。他們認爲，主於集中於社會生物學認為基因在人類行為扮演了中心角色的主張。他們認為：諸如「進取心」之類的遺傳特質的轉變能夠透過各人在生物學上的差異作解釋，而不一定是社會環境的產物。有不少社會生物學家卻指出：先天與後天的關係其實很複雜。對於爭議的回應，人類學家約翰·托比及心理學家里達·柯斯邁茲從社會生物學開展出演化心理學這條分支，透過迴避有關人類在生物多樣性的關連問題，使要研究的課題更為單純及較少爭議。

## 定義
艾德華·威爾森將社會生物學定義為人口生物學和演化論向社會組織的延伸。
社會生物學的前提是，某些行為（社會和個人的行為）至少部分是遺傳的，並且會受到自然選擇的影響 。社會生物學始於行為隨時間演變的想法，類似於有關身體特徵演變的想法。社會生物學預測動物將以經證明在進化上成功的方式發揮作用。此外，這可能導致形成有助於進化適應性的複雜社會過程。
社會生物學試圖將行為解釋為自然選擇的產物。因此，行為被視為一種努力，以在人群中保存自己的基因。社會生物學的理論是，某些影響特定行為特徵的基因或基因組合可以代代遺傳。
與推崇互助的人類社會不同，剛佔優勢的雄獅常在其它幼獅成年前將其殺死。這種行為具有適應性，因為殺死其它幼獅消除了對自己後代的競爭，並使哺乳期的雌獅更快發情，從而使更多的他的基因進入種群。社會生物學家會認為這種本能的幼獅殺滅行為是通過成功繁殖的雄獅的基因所繼承的，而非殺滅行為可能已經消失，因為那些獅子在繁殖方面不太成功。 

## 歷史
社會生物學在1975年艾德華·威爾森出版的代表作《社會生物學:新綜合》中提出。威爾森先鋒性的試圖解釋如利他行為、攻擊性、育幼行為等社會行為的演化機制。雖然威爾森的書主要討論的是動物行為，尤其是他的螞蟻研究，但在最後的幾頁他討論在人類行為方面運用這些學說的可能性。
社會生物學家認為動物或人類的行為無法僅以完全文化或環境的因素滿意地解釋，他們說為了完全了解行為必須針對其演化起源作分析。
如果達爾文的天擇學說成立，則使生物有較大的機會存活和(或)繁殖遺傳的行為機制會較可能出現在現在存在的生物。許多生物學家接受這在動物上成立，但對運用在人類演化卻有極大的爭議。
社會生物學家經常對本能性或直覺的行為感興趣，他們對解釋文化間的相似處比相異處更感興趣。藉由檢驗物種歷史中天擇壓力以邏輯地解釋行為如何被獲得的。
舉例來說許多哺乳動物物種的母親包括人類非常保護她們的後代。社會生物學家提出的理由是這個行為隨著時間演化可能因這有助物種生存，經過一段時間物種中那些沒有表現此行為的個體可能失去她們的後代並最後滅絕。依這種模式社會行為就類似那些非行為的適應譬如說毛皮或嗅覺，因此社會生物學家可以爭論行為之下的演化機制是遺傳性的。
個體遺傳優勢通常無法解釋較複雜的社會行為，但是遺傳演化出現在社會團體的行動。對選擇力反應的機制在團體中是可統計的並較決定個體的選擇力易掌握。當解釋社會團體中的行為時社會生物學的分析程序使用類似保險業或對局論所用的精算分析做範例或族群統計。
人類學家柯林·頓布爾發現另一個支持的例子有關一個非洲部落因極缺乏利他行為以致輸掉對相鄰部落的戰鬥。他的具爭議性結論激起人類學家與記者們的反應。
威爾森經邏輯推演利他者必須繁殖他們所擁有利他遺傳特質以使利他存在，當利他者浪費他們的資源在非利他者身上利他者會傾向滅絕，換句話說利他者必須實行慈善始於家中的倫理。
一個社會生物學的重要概念影響性情的基因彼此間達成平衡，利他的基因擴張的同時依賴的基因也會擴張。
現時，人類有不少行為都難以用傳統的生物發展學說來解釋，透過社會生物學，可以嘗試去瞭解這些特殊事例的發生可能。

## 理論
社會生物學家認為，人類行為以及非人類動物行為可以部分解釋為自然選擇的結果。他們認為，為了充分理解行為，可從演化的角度對行為進行分析。
自然選擇是進化論的基礎。增加生物體生存和繁殖能力的遺傳性狀的變異將在後代中得到更大的體現，即，它們將被選擇。因此，使生物在過去有更大生存或繁殖機會的遺傳行為機制更可能在目前的生物中存活。生物學家已經多次證明動物中存在遺傳的適應行為，這已成為進化生物學的基礎。
社會生物學基於兩個理論前提：
- 某些行為特徵是遺傳的。
- 遺傳的行為特徵已通過自然選擇得到磨練。 因此，這些特徵可能在物種演化的環境中具有“適應性”。

社會生物學使用尼古拉·丁伯格（Nikolaas Tinbergen）的四類問題和對生物行為的解釋。有兩種解釋，其一是在個人層面上。物種層面的解釋是：
- 行為服務的功能（適應）。
- 導致此功能的演化過程（系統發生樹）。

## 爭議
將社會生物學套用到人類立刻引起了爭議，許多人如古爾德、路翁廷怕社會生物學是生物決定論，將被用來就如過去類似的思想以改變現狀、分出統治菁英、承認威權政體。他們指出這是二十世紀初的社會達爾文主義跟優生學，而近一點的例子是七零年代具爭議的智商測驗就是對演化學科應用在人類的警示。
他們認為威爾森導出了一個自然謬論，數位學者反對威爾森的社會生物學並組成社會生物研究團來反制他的想法。
其他批評者認為威爾森的理論就如後繼的認同者一樣並未獲得科學上的支持，反對者針對早期社會生物學者的種族優越假設以及其導出結論所用樣本和數學方法。許多站不住腳的早期結論被攻擊。
社會生物學家被指控為超適應論者，認為所有的型態和行為必須是演化上有利的適應。
另外以哲學性的立足點，科學之所以與偽科學不同是因其可以經新的科學理論改動，他們認為社會生物學的提倡者不許理論的更動因此是偽科學。
威爾森和其支持者藉否認威爾森有其政治目的反駁這些批評，威爾森個人接受許多自由派的政治觀點並因他直率的環境主義而受同情。他們辯稱科學家有發掘真實的責任不論其政治正確與否，他們辯稱社會生物學並不一定就如許多批評指出的導向特定的政治理想。
許多後進的社會生物學家包括Robert Wright, Anne Campbell, Frans de Waal 和 Sarah Blaffer Hrdy 利用社會生物學爭論許多相當不同的論點。 
語言學家诺姆·乔姆斯基意外地替社會生物學的研究方法辯護，他也是用相同方法在語言學上的研究。但是他也大致批評了社會生物學家實際上關於人類在缺乏支持下作結論。他也注意到一位無政府主義者彼得·克鲁泡特金在其寫的書《互助:一個演化的變因》提到類似的爭議雖然他注重利他更重於攻擊性，並提出無政府社會是可行的因為人類行善的本質。他指出社會生物學家的宣稱超出了不太多的證據所能支持的範圍。
威爾森的辯護者也宣稱批評者過度誇大了生物決定論的程度。他從來沒要指出什麼該做，在他作品中僅是敘述性不是預言性的案例。

## 科學與社會生物學
雙胞胎研究提供了行為特質如創造力、外向和攻擊性介於45%到75%遺傳相關，智力有大約80%相關。
科學性的社會生物學通常進行研究程序：找到一項演化穩定策略與觀察的行為吻合先提出的假設。「穩定」難以被證實，但通常一項已成形的策略可預測其基因的普及性，可由確定預測策略基因普及性的相關性和表現在族群裡。量測基因跟基因普及性可能也會有問題，若基因普及性的量測不直接使用跟描述策略相同的測量法，可能發生圓圈。雖然困難，但這整組的程序找到了支持社會生物學的證據。
成功的例子之一：在社會昆蟲跟litter-mates之間的利他是首先藉這些方法滿意的解釋，利他共享基因的相關也如同預測。殺女嬰跟胚胎再吸收是現在研究的範圍。通常有較多生殖機會的雌性可能會較不重視其子嗣，另外雌性可能分配生殖機會，以從配偶那邊得到最多的食物和保護。
犯罪學目前正在研究但極富爭議，爭論一些環境犯罪行為可能具適應性。部分專家說死刑可能是傳統去除遺傳庫中犯罪特質的途徑。
有些類型的社會生物學成果可能可以解釋大量壓迫無辜人類行徑的原因。舉例來說Dr.Norman Hall寫了一篇論文《Zoological Subspecies in Man》說種族主義普遍存在大部分哺乳動物中存在，因哺乳動物的種族團體之間偏向於競爭空間和打鬥更勝於彼此交配跟生育後代。因此，種族主義可能是人性的本能成分之ㄧ，如同其他哺乳類。Sir Arthur Keith也說種族主義具適應性，因其有助於基因在族群內部的優越性和保留遺傳優勢。如果這些陳述是正確的，種族主義可能具適應性。
這些理論在政治及科學界皆引起燎原大火。許多政客主張：就算種族主義具適應性，在道德倫理上依然是不能接受，因道德上的考量必須顧及被迫害的對象。科學上對此類研究，通常批評其理論操弄過程，以使結果符合其偏好的政治立場的結論。舉例來說，完整的內外族群繁殖的基因動力，在上述種族主義適應性理論中，可能導致不同的的結論。
社會生物學必須與更具爭議的迷因學(memetics)研究做區別。在社會生物學演化的主體是基因而在迷因學他們是迷。社會生物學主要研究人類行為的生物性基礎(不否認事實上其他因素存在)，而迷因學視人類為生物以及文化演化的共同產物。